# Fukuoka
Fukuoka (mehrdeutig Fukuokaⓘ; japanisch 福岡市 Fukuoka-shi, „[kreisfreie] Stadt Fukuoka“/„Glücks-Hügel-Stadt“, englisch Fukuoka City/City of Fukuoka/Fukuoka, Fukuoka) ist die größte Stadt auf Kyūshū, der südlichsten der japanischen Hauptinseln, und die sechstgrößte Stadt Japans sowie Verwaltungssitz der gleichnamigen Präfektur (-ken) Fukuoka.

## Geographie
Fukuoka liegt an der Hakata-Bucht im Norden der drittgrößten Hauptinsel des japanischen Archipels auf Höhe des 33. Breitengrades Nord und des 130. Längengrades Ost und damit etwa auf derselben Breite wie Shanghai, Casablanca oder Los Angeles. Die Stadt erstreckt sich mit 343,4 Quadratkilometern in halbovaler Form über die sogenannte Fukuoka-Ebene. Mit rund 1,6 Millionen Menschen ist sie etwas größer als München.
Zum Gemeindegebiet gehören zudem die Insel Nokonoshima in der Hakata-Bucht, Shikanoshima nördlich der Bucht, Genkai-jima nordwestlich der Bucht, sowie die 25 km nordwestlich davon im Japanischen Meer gelegene Insel Oronoshima.

### Stadtgliederung
Am 1. April 1972 wurde Fukuoka zur „regierungsdesignierten Großstadt“ (Seirei shitei toshi, 政令指定都市) erklärt. Gleichzeitig erfolgte eine Einteilung in fünf Stadtbezirke (ku, 区). Am 10. Mai 1982 wurden aus dem Stadtbezirk Nishi zwei weitere Stadtbezirke ausgegliedert: Jōnan und Sawara. Weitere drei Stadtbezirke tragen Namen von Himmelsrichtungen: Nishi (西, West), Minami (南, Süd) und Higashi (東, Ost). Der Stadtbezirk Chūō (中央, „Mitte“) wird als Zentrum angesehen, hier befindet sich auch die Stadtverwaltung.
Fukuoka wird derzeit in folgende Stadtbezirke eingeteilt:

| Code        | Name        | Name   | Fläche (in km²) | Bevölkerung | Bevölkerungs- dichte (Ew./km²) |           |
| Code        | Rōmaji      | Kanji  | 01.10.2017      | 01.10.2018  | 01.10.2015                     |           |
| ----------- | ----------- | ------ | --------------- | ----------- | ------------------------------ | --------- |
| 40131       | Higashi-ku  | 東区   | 69,36           | 315.525     | 306.015                        | 4.411,98  |
| 40132       | Hakata-ku   | 博多区 | 31,63           | 239.905     | 228.441                        | 7.222,29  |
| 40133       | Chūō-ku     | 中央区 | 15,40           | 198.563     | 192.688                        | 12.512,21 |
| 40134       | Minami-ku   | 南区   | 30,98           | 262.113     | 255.797                        | 8.256,84  |
| 40135       | Nishi-ku    | 西区   | 84,17           | 212.106     | 206.868                        | 2.457,74  |
| 40136       | Jōnan-ku    | 城南区 | 15,99           | 132.133     | 130.995                        | 8.192,31  |
| 40137       | Sawara-ku   | 早良区 | 95,87           | 219.105     | 217.877                        | 2.272,63  |
| Fukuoka-shi | Fukuoka-shi | 福岡市 | 343,39          | 1.579.450   | 1.538.681                      | 4.480,86  |

### Angrenzende Städte und Gemeinden
- Präfektur (-ken) Fukuoka
  - [kreisfreie] Städte (-shi)
    - Ōnojō
    - Kasuga
    - Itoshima
    - Nakagawa

  - Kreis (-gun) Kasuya mit den Städten (-machi)
    - Kasuya
    - Umi
    - Shime
    - Shingū
    - Hisayama
- Präfektur Saga
  - kreisfreie Städte
    - Saga
    - Kanzaki

  - Kreis Kanzaki
    - Stadt Yoshinogari

### Klima
Fukuoka hat ein sommerfeuchtes Monsunklima mit schwülwarmen Sommern und relativ milden Wintern. Die höchste Temperatur, die bisher gemessen wurde, betrug 37,7 °C (15. August 2004), die niedrigste −8,2 °C (5. Februar 1919). Die Jahresmitteltemperatur liegt bei 16,8 °C. Die jährliche Niederschlagsmenge erreicht in Normaljahren 1500–2000 mm. Die längste Hitzeperiode war bislang im Sommer 1978 mit insgesamt 79 Tagen von über 30 °C.
|                       | Jan | Feb  | Mär  | Apr  | Mai  | Jun  | Jul  | Aug  | Sep  | Okt  | Nov  | Dez  |   |      |
| Mittl. Tagesmax. (°C) | 9,3 | 10,1 | 13,8 | 19,0 | 23,2 | 26,2 | 30,6 | 31,8 | 27,8 | 22,8 | 17,4 | 12,1 | ⌀ | 20,4 |
| Mittl. Tagesmin. (°C) | 2,5 | 2,9  | 5,3  | 10,3 | 14,6 | 18,9 | 23,7 | 24,2 | 20,1 | 14,0 | 8,8  | 4,6  | ⌀ | 12,5 |
|                       |     |      |      |      |      |      |      |      |      |      |      |      |   |      |
| Niederschlag (mm)     | 74  | 70   | 98   | 127  | 144  | 256  | 258  | 166  | 175  | 96   | 80   | 61   | Σ | 1605 |
|                       |     |      |      |      |      |      |      |      |      |      |      |      |   |      |
| Sonnenstunden (h/d)   | 3,0 | 3,7  | 5,0  | 5,5  | 6,1  | 4,9  | 5,7  | 6,7  | 5,3  | 5,6  | 4,4  | 3,4  | ⌀ | 5    |
|                       |     |      |      |      |      |      |      |      |      |      |      |      |   |      |
| Wassertemperatur (°C) | 14  | 13   | 13   | 16   | 18   | 21   | 24   | 27   | 25   | 22   | 19   | 17   | ⌀ | 19,1 |
|                       |     |      |      |      |      |      |      |      |      |      |      |      |   |      |
| Luftfeuchtigkeit (%)  | 65  | 66   | 66   | 69   | 71   | 77   | 76   | 75   | 75   | 71   | 69   | 66   | ⌀ | 70,5 |

| 2,5 |

| 2,9 |

| 5,3 |

| 10,3 |

| 14,6 |

| 18,9 |

| 23,7 |

| 24,2 |

| 20,1 |

| 14,0 |

| 8,8 |

| 4,6 |

| 2,5 |

| 2,9 |

| 5,3 |

| 10,3 |

| 14,6 |

| 18,9 |

| 23,7 |

| 24,2 |

| 20,1 |

| 14,0 |

| 8,8 |

| 4,6 |

## Geschichte

Drei Mongolen schießen auf den Samurai Takezaki Suenaga; im Hintergrund explodieren mongolische Wurf-Granaten

Wallreste bei Imazu im Westen der Hakata-Bucht

Nordkyushu war, wie eine Reihe archäologischer Funde belegt, schon seit der Altsteinzeit besiedelt. Aufgrund der geographischen Lage fungiert die Region seit Alters her als Knotenpunkt im Verkehr mit dem asiatischen Festland. Im 4. Jahrhundert v. Chr. wurde hier erstmals auf japanischem Boden Reis angebaut. Ein 1784 gefundenes chinesisches goldenes Siegel mit der Inschrift „König des Landes von Na von Wa von Han“ deutet auf die Existenz eines kleinen Staates Na hin. Eine Tributgesandtschaft dieses Staates aus dem Jahr 57 n. Chr. wird auch im Buch der Späteren Han (Hou Han Shu) erwähnt, doch gibt es hinsichtlich der Korrelation mit archäologischen Funden usw. noch immer vielerlei Deutungen. Für das 7. Jahrhundert lässt sich eine Halle (Tsukushi no murotsumi) nachweisen, die auf einen Aufschwung des Verkehrs mit dem Festland hindeutet. Im 9. Jahrhundert diente eine offizielle Gästehalle (Kōrōkan) dem Empfang ausländischer Delegationen, der Verabschiedung von Gesandtschaften nach China und der Verwaltung bzw. Kontrolle des Außenhandels. Die Stadt hieß damals Hakata (博多) und war vorwiegend von Händlern und Fischern bewohnt. Seit Ende des 11. Jahrhunderts ließen sich auch chinesische Händler nieder, was noch heute im Ortsnamen Tōjin-machi (Chinesen-Viertel) erkennbar ist. 1161 entstand hier erstmals in der japanischen Geschichte durch Landaufschüttung ein künstlicher Hafen. 1195 wurde in Hakata der erste Zen-Tempel Japans, der Shōfuku-ji, errichtet, der noch heute als Meditationsstätte fungiert.
In der zweiten Hälfte des 13. Jahrhunderts wurde die Region zum Schauplatz zweier unter Kublai Khan initiierter Invasionsversuche durch mongolische Truppen. Nach den ersten Sondierungskämpfen im Jahre 1274 errichtete man einen 20 Kilometer langen Steinwall, dessen Reste an vielen Stellen der Bucht zu sehen sind. 1281 erschienen die Mongolen erneut mit einer gewaltigen Flotte. Der Taifun, der diese Flotte dezimierte und das Land rettete, ging als Kamikaze (Götterwind) in die japanische Geschichte ein. Ende des 16. Jahrhunderts erlebte die Region einen weiteren Aufschwung, nachdem der Feldherr Toyotomi Hideyoshi (1537–1598) die Insel Kyūshū unter seine Kontrolle gebracht hatte.
Mit der Etablierung der Tokugawa-Dynastie unter dem Shōgun Tokugawa Ieyasu (1543–1616) wurden die Verhältnisse auch auf Kyūshū neu geordnet. Für die Unterstützung in der Schlacht von Sekigahara (1600) erhielt das Haus Kuroda ein neues Lehen. Da die im Osten der Bucht gelegene Burg Najima (Najima-jō) nicht genügend Umland für eine Stadtentwicklung bot, ließ Kuroda Nagamasa (1568–1623), der erste Fürst dieses Lehens, von 1601 bis 1607 im Westen von Hakata eine Burg errichten, die er Fukuoka nannte. Der Name umfasste auch die Siedlung um die Burg herum, in der die mit der Verwaltung befassten Samurai lebten.
Lange Zeit existierten beide Siedlungen Fukuoka und Hakata voneinander getrennt. Im Zuge der Neugliederung der Verwaltungsbezirke nach der Meiji-Restauration wurden 1889 die Händlerstadt Hakata (25.677 Einwohner) und die Samurai-Stadt Fukuoka (20.410 Einwohner) unter dem Namen Fukuoka vereint. Der im Bereich des ehemaligen Hakata gebaute Hauptbahnhof (Japan Railways) von Fukuoka heißt Hakata-Bahnhof (博多駅 Hakata-eki), während der im Bereich des ehemaligen Fukuoka liegende Bahnhof einer regionalen Privatbahn Fukuoka-Bahnhof (福岡駅 Fukuoka-eki) genannt wird.
Während des Ersten Weltkriegs waren der ehemalige Gouverneur der deutschen Kolonie Tsingtau und sein Stab als Gefangene in Fukuoka interniert. Wegen der geographischen Lage und der wirtschaftlichen Bedeutung wurde im Osten der Stadt 1911 eine kaiserliche Universität, die Universität Kyūshū, errichtet. Heute gibt es im Einzugsbereich der Stadt eine stattliche Zahl privater Universitäten und Hochschulen.
Am 16. Juli 1927 wurde in Fukuoka das römisch-katholische Bistum Fukuoka errichtet.
Im Zweiten Weltkrieg fielen große Teile der Stadt Brandbomben zum Opfer. In der Nachkriegszeit erholte sich Fukuoka rasch. Obwohl auch die benachbarte Großstadt Kitakyūshū mit ihrem Stahlwerk und vielerlei Verarbeitungsbetrieben eine wichtige Rolle im industriellen Sektor spielt, ist Fukuoka bis heute die wichtigste Handelsstadt auf Kyūshū.
Der Nordteil Kyūshūs gehört zu den seismisch ruhigeren Regionen des japanischen Archipels, doch auch hier kommt es gelegentlich zu stärkeren Erdbeben. Am 20. März 2005 zerstörte das „Erdbeben in der westlichen Küstenregion der Präfektur Fukuoka“ (Fukuoka-ken seihō-oki-jishin) mit einer Magnitude von 7,0 zahlreiche Gebäude. Eine Person starb und über 400 wurden verletzt.

## Politik
- KPJ: 4
- Fukuoka shimin club („(Stadt-)Bürgerklub Fukuoka“; mit KDP, DVP): 11
- Fraktionslos: 4
- Ishin: 7
- Atarashii kaze Fukuoka (~„frischer Wind Fukuoka“): 3
- Kōmeitō: 12
- Jimintō Shin-Fukuoka („LDP Neues Fukuoka“): 3
- LDP: 18

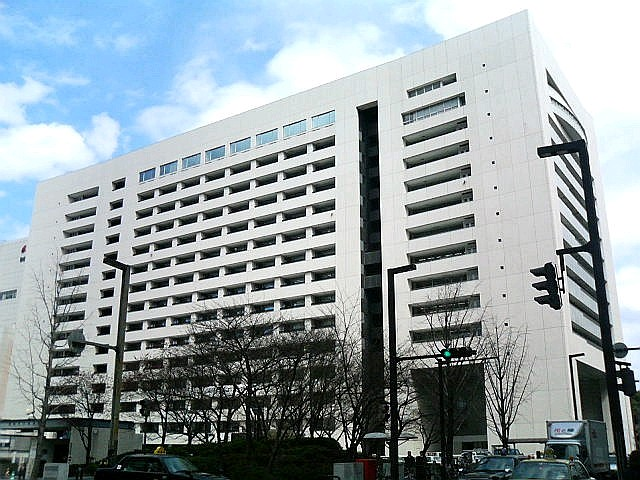
Rathaus von Fukuoka

Bürgermeister von Fukuoka (Fukuoka-shichō) ist seit 2010 Sōichirō Takashima. Im November 2022 wurde er gegen den Mitte-links-unterstützten (KDP, DVP, SDP) Ex-Stadtparlamentsabgeordneten Shinsuke Tanaka und einen weiteren Kandidaten mit Dreiviertelmehrheit für eine vierte Amtszeit wiedergewählt.
Das Stadtparlament von Fukuoka (Fukuoka-shigikai) hat regulär 62 Mitglieder: Zwölf aus dem Bezirk Ost, elf aus dem Bezirk Süd, je neun aus den Bezirken Sawara und Hakata, acht aus dem Bezirk West, sieben aus dem Bezirk Mitte und sechs aus Jōnan. Es wurde bei den einheitlichen Wahlen im April 2023 neu gewählt, die LDP blieb stärkste Partei.
Im 87-köpfigen Präfekturparlament von Fukuoka (Fukuoka-kengikai) ist die Hauptstadt seit 2023 mit insgesamt 23 Abgeordneten vertreten. Auch dabei fungieren die Bezirke als Wahlkreise: Der Bezirke Ost als Fünfmandatswahlkreis, der Bezirk Süd als Viermandatswahlkreis, der Jōnan-ku wählt zwei Abgeordnete, die anderen vier Bezirke sind Dreimandatswahlkreise. Das Präfekturparlament wird ebenfalls im einheitlichen Wahlzyklus gewählt.
Für das Abgeordnetenhaus, das Unterhaus des Nationalparlaments, erstreckt sich die Stadt Fukuoka seit 2024 in die Wahlkreise Fukuoka 1 bis 5. Bei der Wahl 2024 gewann die LDP davon vier, die KDP einen.

## Wirtschaft und Verkehr

### Wirtschaft
Laut einer Studie aus dem Jahr 2014 erwirtschafte der Großraum Fukuoka ein Bruttoinlandsprodukt von 193,3 Milliarden US-Dollar (KKB). In der Rangliste der wirtschaftsstärksten Metropolregionen weltweit belegte er damit den 58. Platz und den 4. Platz in Japan hinter Tokio, Osaka-Kobe und Nagoya. Das BIP pro Kopf betrug 34.822 US-Dollar.
Die Stadt beherbergt auch eine der japanischen Wertpapierbörsen: die Fukuoka Stock Exchange.

### Verkehr
Fukuoka ist an das Eisenbahnnetz der JR mit dem San’yō-Shinkansen (Bahnhof Hakata) angeschlossen, daneben gibt es zahlreiche andere JR-Linien im Nah- und Fernverkehr. Die einzige Privatbahn in Fukuoka ist Nishi-Nippon Tetsudō (Westjapan-Bahn, kurz Nishitetsu), die zwei Linien betreibt. Die Kyūshū-Autobahn verbindet Fukuoka mit anderen Regionen in Japan. Innerhalb der Stadt gibt es eine mautpflichtige Stadtautobahn. Der Flughafen Fukuoka liegt sehr nah an der Innenstadt, nur zwei U-Bahn-Stationen vom Hauptbahnhof Hakata entfernt. Der Hafen bietet u. a. eine Verbindung mit dem Tragflächenboot sowie einem großen Fährschiff (Camellia Liner) nach Busan in Südkorea und diverse Fährverbindungen zu kleineren japanischen Inseln.
Nach Stilllegung der Straßenbahn Ende der 1970er Jahre treibt die Stadt Fukuoka den Bau der U-Bahn Fukuoka voran. Außerdem verkehren im Stadtbereich zahlreiche Buslinien, die meisten werden von der Firma Nishi-Nippon Tetsudō betrieben.

## Sehenswürdigkeiten

### Schreine, Tempel, Ruinen, Denkmale

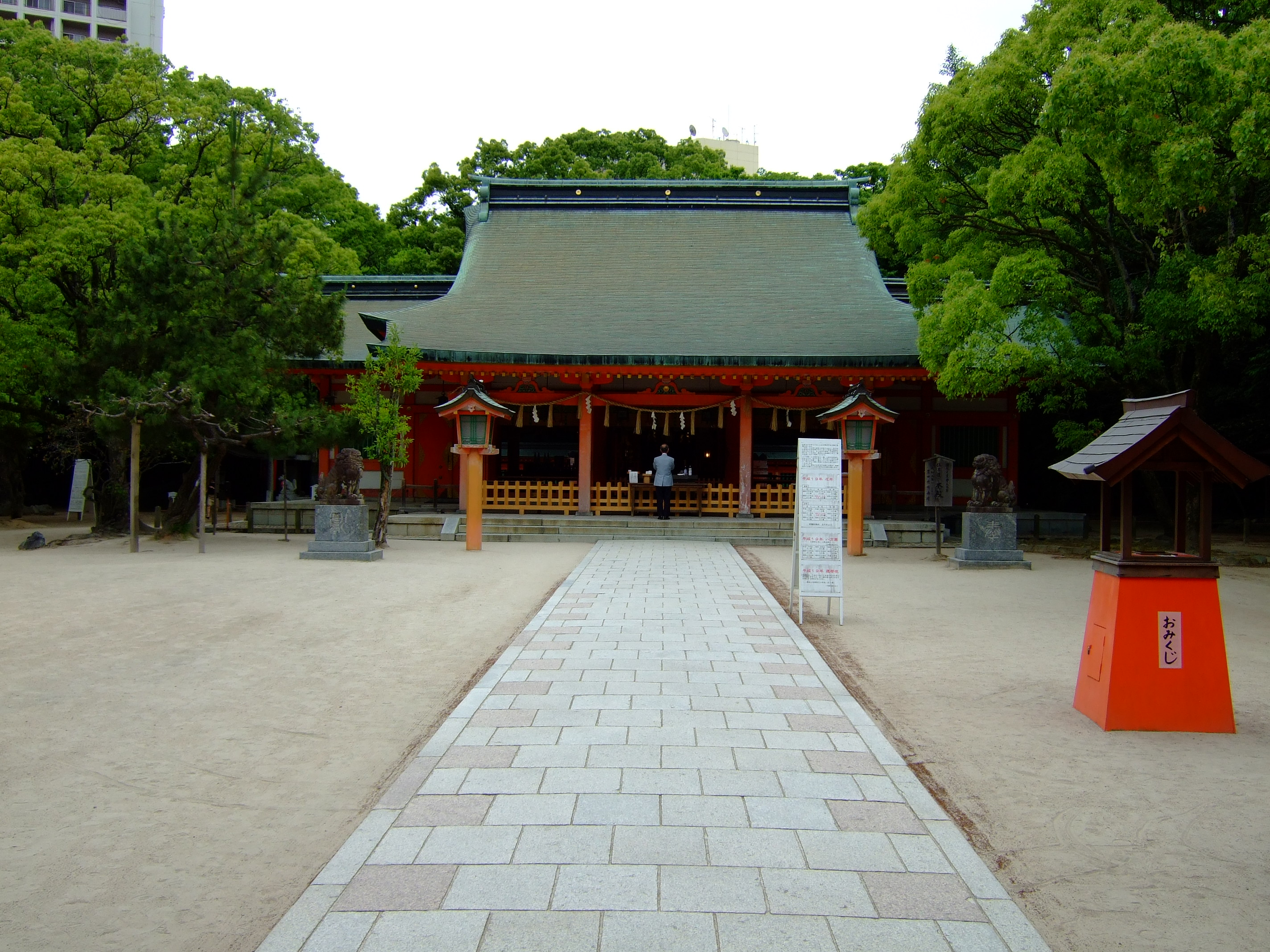
Sumiyoshi-Schrein

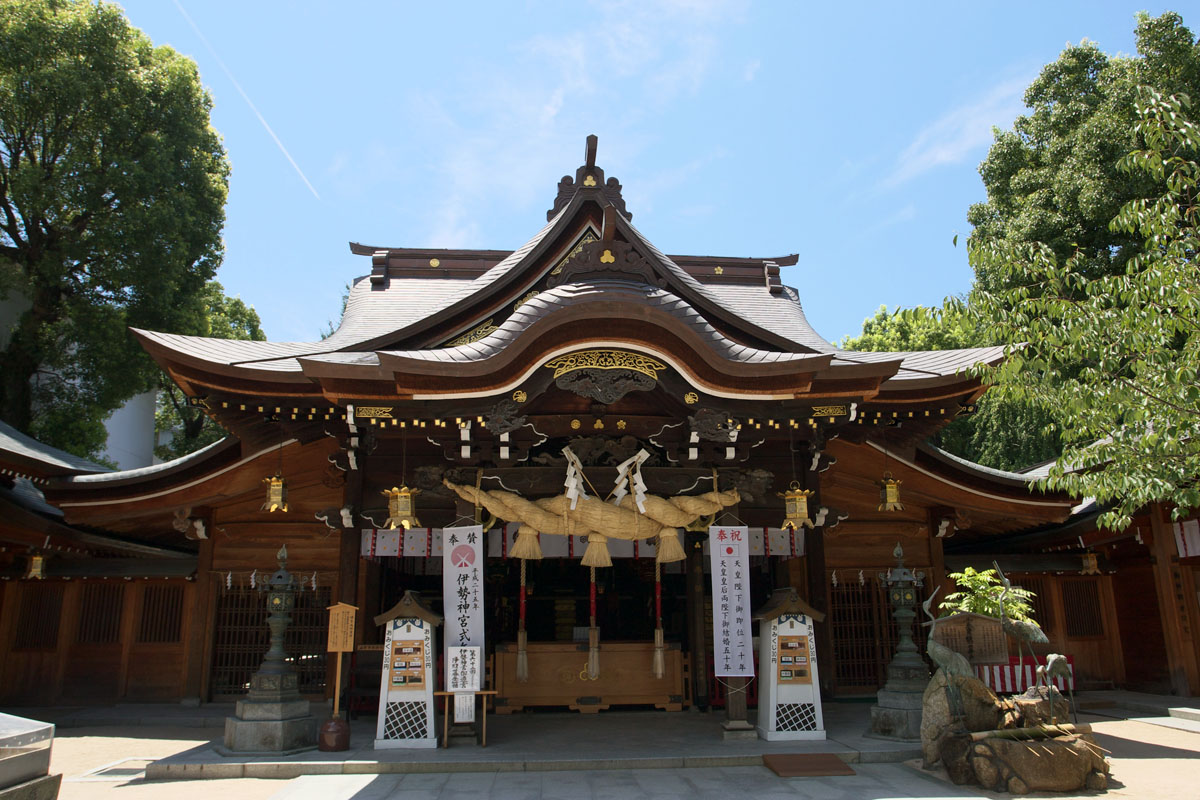
Kushida-Schrein

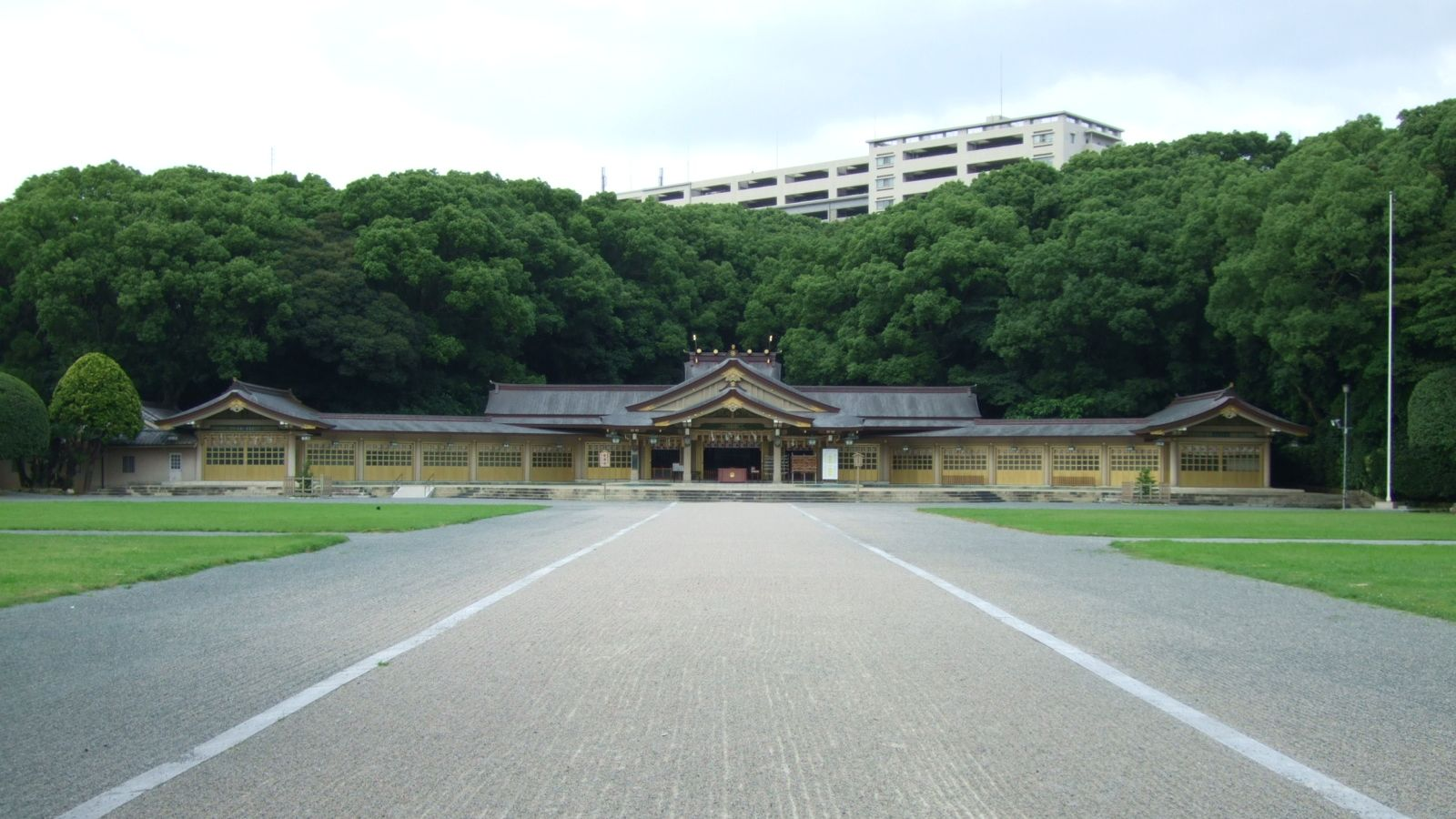
Gogoku-Schrein

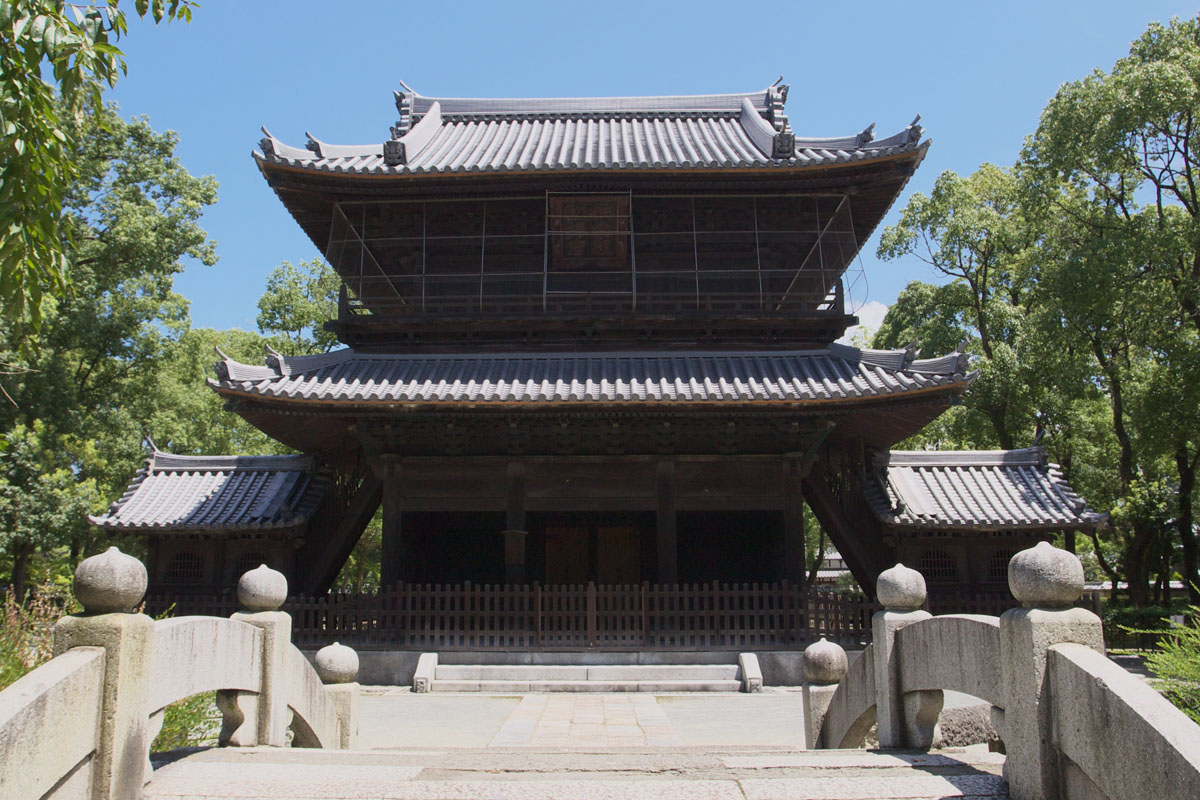
Shōfuku-Tempel

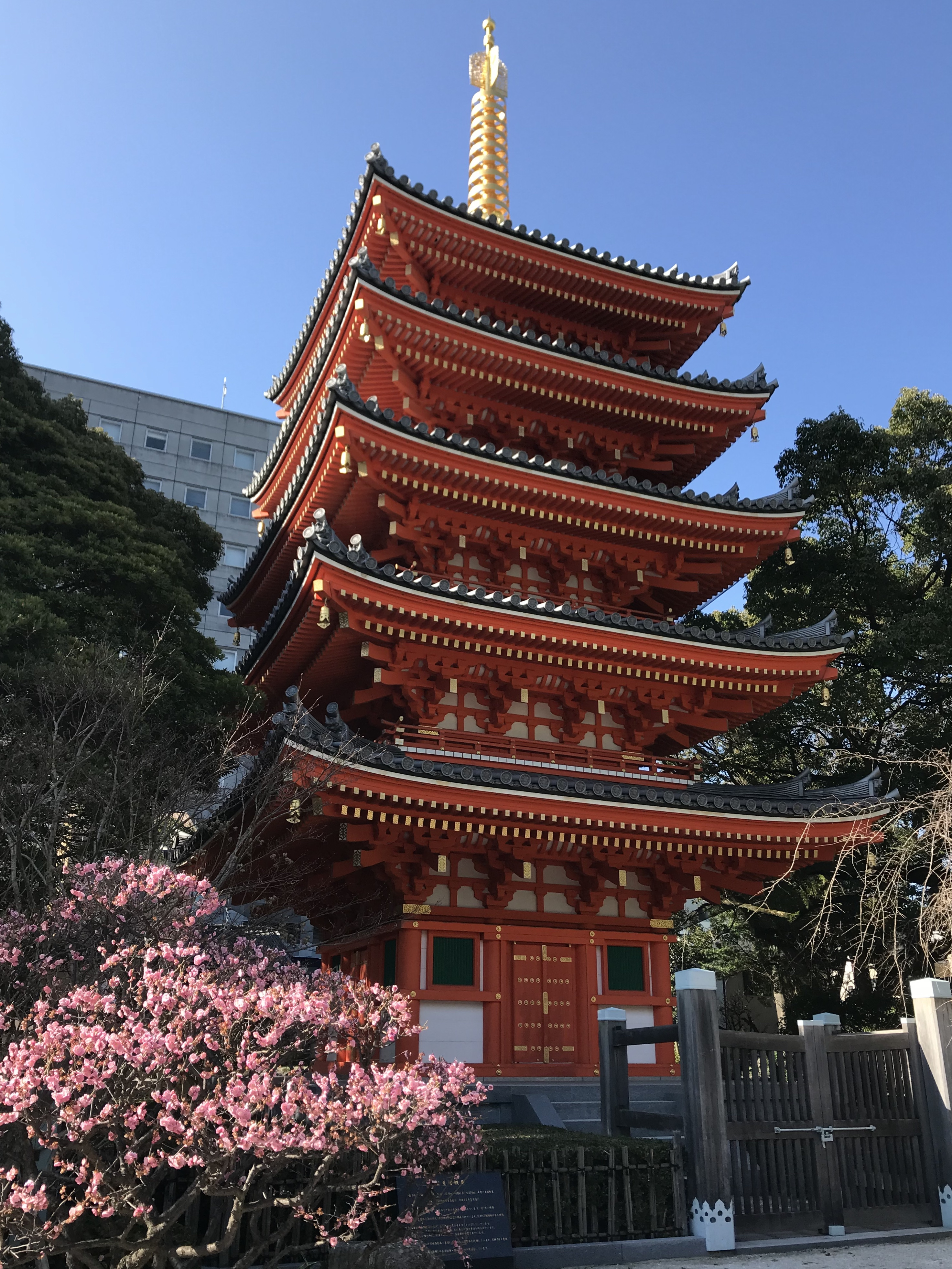
Tōchō-ji

- Im Maizuru-Park sind die Reste der Anfang des 17. Jahrhunderts errichteten großen Burg Fukuoka zu sehen.
- Der Sumiyoshi-Schrein (Sumiyoshi-jinsha), einer der ältesten Shintō-Schreine auf Kyūshū, ist den Schutzgottheiten der Seefahrer geweiht. Die Haupthalle wurde 1623 restauriert, sie zeigt einen sehr alten, reinen Baustil.
- Der Shōfuku-Tempel (Shōfuku-ji) ist der älteste Zen-Tempel Japans. Der Überlieferung zufolge wurde er vom Mönch Eisai im Jahre 1195 nach dessen Rückkehr aus China gegründet. Eisai brachte neben der Zen-Lehre auch den Tee nach Japan. Der Tempel gehört zur Rinzai-Konfession. Er besitzt eine Bronzeglocke in koreanischem Stil.
- Der Sōfuku-Tempel (Sōfuku-ji) ist ein 1240 von Tanne gegründeter Tempel der Rinzai-Konfession. In der Edo-Zeit diente er als Familientempel des Herrscherhauses Kuroda.
- Der 923 gegründete Hakozaki-Schrein (Hakozaki-gū) dient der Verehrung des Kriegsgottes Hachiman. Er befindet sich in der Nähe der medizinischen Fakultät der Kyūshū-Universität im östlichen Stadtviertel Hakozaki (einst ein vor der Stadt gelegenes Dorf).
- Die zum Kashii-Schrein (Kashii-gū) am östlichen Stadtrand führende Straße ist noch heute von Castanopis-Bäumen gesäumt (香椎 kashii bedeutet wörtlich „Duft-Castanopis“). Er wurde der Legende nach 199/200 von Jingū-kōgō gegründet, der Gemahlin des Tennō Chūai, die nach dem Tode ihres Mannes nahezu sieben Jahrzehnte über Japan geherrscht haben soll.
- Daneben gibt es noch weitere zwanzig größere und zahlreiche kleinere Schreine im Stadtbereich.
- Auf dem Gelände des „Golddrachentempels“ (Kinryū-ji), eines Zen-Tempels im westlichen Teil des Stadtkerns, findet sich das mit einer Bronzestatue markierte Grab des konfuzianischen Gelehrten Kaibara Ekiken (1630–1714), dessen Schriften bis ins 19. Jahrhundert großen Einfluss ausübten.
- Der Myōkō-Tempel (明光寺 Myōkō-ji) ist ein von der Sōtō-Zen-Schule geführter Tempel in der Nähe des Bahnhofs Hakata. Einmal pro Woche ist es möglich, an einer etwa zwei Stunden dauernden Meditation teilzunehmen.
- Auf einer Anhöhe im Westen der Stadt steht der Atago-Schrein (Atago-jinja), der Fukuoka vor Feuer schützen soll.
- Drei weibliche Gottheiten mit Schreinen auf dem Festland und auf zwei unbewohnten Inseln haben ihre Kultstätte in den Munakata-Schreinen. Ein Museum in der Nähe zeigt Funde aus frühhistorischer Zeit.
- Der Ōhori-kōen (wörtlich „Groß-Graben-Park“) und weitere Parkanlagen umschließen das Areal der von 1601 bis 1607 erbauten, im Zweiten Weltkrieg weitgehend zerstörten „Burg der tanzenden Kraniche“ (Maizuru-jō) des Herrscherhauses Kuroda. Erhalten bzw. rekonstruiert sind heute nur die Wallanlagen, ein Tor sowie ein Außenturm.
- An mehreren Stellen im Westen der Stadt und der Bucht findet man Reste der gegen die Mongoleninvasion des 13. Jahrhunderts errichteten Steinwälle (Mōkō-bōrui, „Mongolenwälle“).
- Im 32 Hektar großen Higashi-kōen (wörtl. „Ostpark“) stehen ein Denkmal zur Erinnerung an die beiden Mongoleninvasionen sowie Standbilder des buddhistischen Mönchs Nichiren (1222–1282) und des Tennō Kameyama (1249–1305).
- Über einen Hügel im Küstenbereich erstreckt sich der Nishi-kōen (wörtl. „Westpark“) mit einem Schrein, Resten eines alten Verteidigungswalles und etwa viertausend Kirschbäumen.

### Weitere Sehenswürdigkeiten

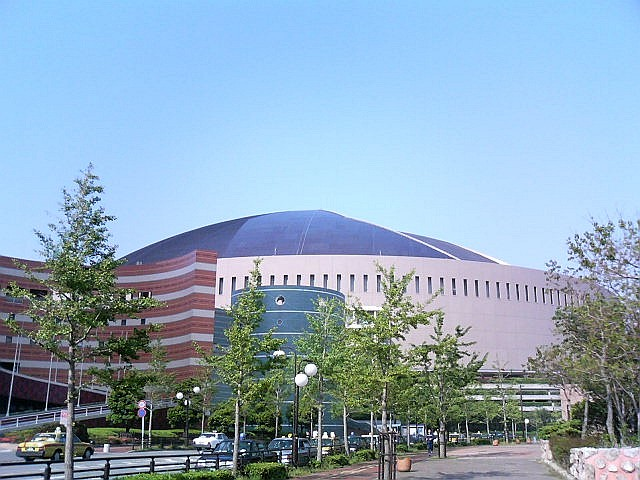
Fukuoka Yahoo! Japan Dome

- Mit 234 Metern Höhe ist der 1989 errichtete Fukuoka Tower der höchste Küstenturm Japans. Auf 123 Metern Höhe kann man einen Blick über das Genkai-Meer und die Skyline der Stadt genießen.
- Der zentral gelegene Ōhori-Park schließt einen großen Teich von 2 km Umfang ein und gehört zu den berühmtesten Parks Japans. Hier kann man joggen oder Boot fahren.
- Die Burgruine Fukuoka liegt direkt neben dem Ōhori-Park. Hier kann man sich über den Gründer der Burg, Nagamasa Kuroda, und die damalige Lebensweise informieren.
- Das Fukuoka Kunstmuseum zeigt bedeutende Sammlungen, darunter die Sammlung des Kuroda-Klans.
- Marine World heißt ein in Form einer Seemuschel errichtetes wissenschaftliches Museum, das 7000 Unterwasser-Lebewesen von 230 Arten zeigt. Neben einem Unterwassertunnel und dem größten zylindrischen Aquarium Japans können sich Besucher auch eine Delfinshow anschauen.
- Die Tenjin-Nishi-dōri, eine Hauptstraße im zentralen Stadtteil Tenjin, bietet Restaurants, Bars und Boutiquen. In der nördlichen Erweiterung, auch bekannt als Oyafuko-dōri, trifft sich die Jugend in zahlreichen Diskotheken, Nachtclubs oder Restaurants.
- Ein berühmtes kunsthandwerkliches Produkt von Fukuoka sind die Hakata-Puppen (Hakata ningyō), ein beliebtes Mitbringsel (Omiyage) für Touristen.
- Nokonoshima ist eine Insel in der Hakatabucht, die zu kleinen Wanderungen und einem Besuch eines schönen Garten einlädt.
- Der Fukuoka Dome ist ein Baseball-Stadion der Fukuoka SoftBank Hawks mit angegliedertem Einkaufs- und Vergnügungszentrum (Hawks Town).
- Die Canal City in der Nähe des Hakata-Bahnhofs ist ein architektonisch interessanter Gebäudekomplex mit Geschäften, Kinos, Restaurants und einem Hotel.

## Feste

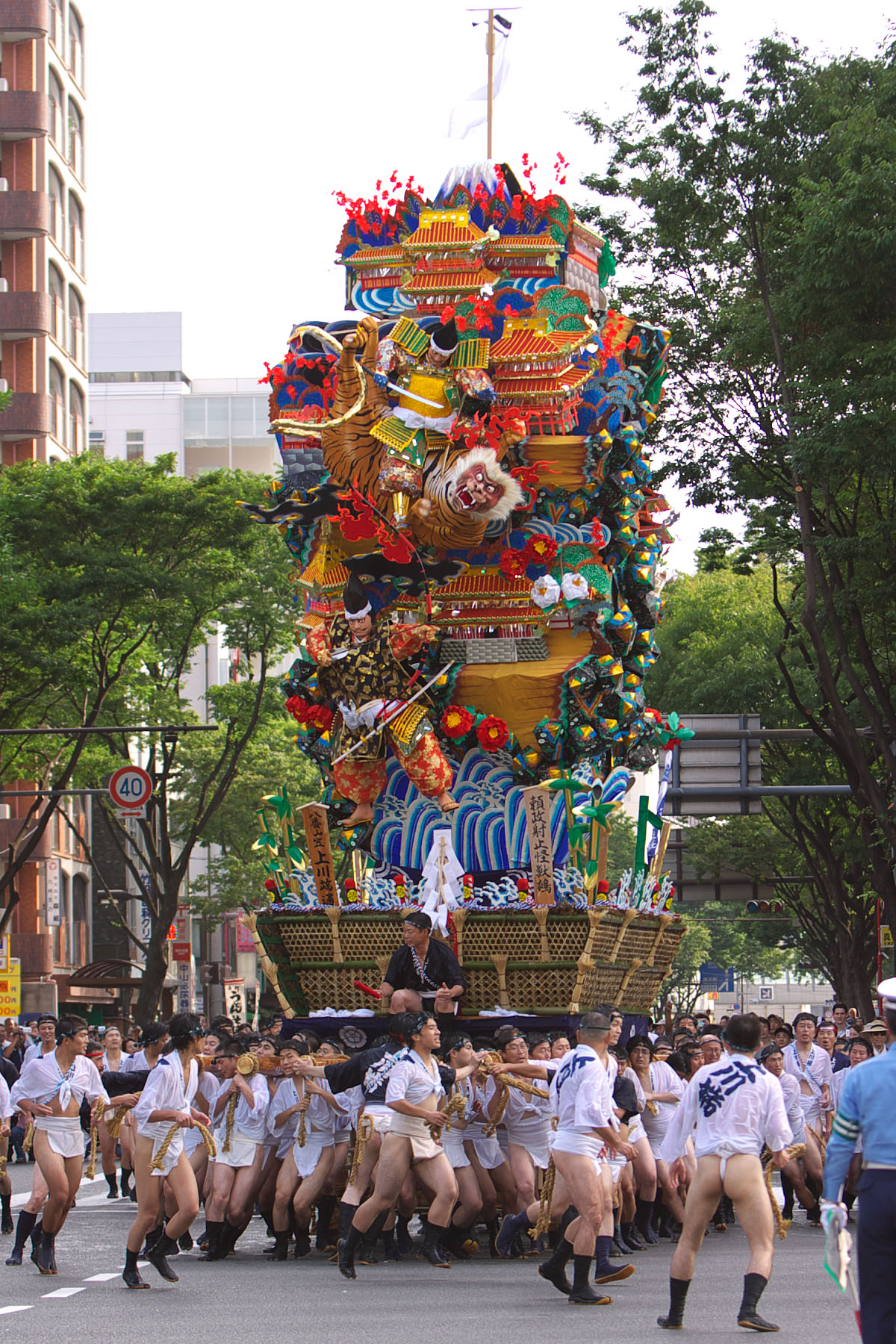
Hakata Gion-Yamakasa

Während des am 3. und 4. Mai durchgeführten Hakata-dontaku-Festes (von niederländisch Zondag, Sonntag), ursprünglich ein Neujahrsbrauch, gibt es einen Umzug kostümierter Gruppen sowie Tanz- und Gesangsdarbietungen durch die Bevölkerung auf einer Reihe von im Stadtkern errichteten Bühnen.
Das über 760 Jahre alte Hakata Gion-yamakasa genannte Fest des Kushida-Schreines (Kushida-jinja) findet in der ersten Juli-Hälfte statt. In den Bezirken der ehemaligen Händlerstadt Hakata werden mit historischen Puppen bestückte „Schmuck-Berge“ (kazari-yama) aufgestellt. Sieben niedrigere, nahezu eine Tonne schwere „Trage-Berge“ werden zu bestimmten Terminen durch das jeweilige Viertel bewegt. Der Höhepunkt und Schluss des Festes beginnt um 4 Uhr 49 des 15. Juli, wenn hunderte Männer mit dem „Trage-Berg“ ihres Stadtviertels über eine Strecke von etwa 5 Kilometern um die kürzeste Zeit wetteifern.
Tamaseseri (wörtl. „Kugel-Wettkampf“) ist ein am 3. Januar im Hakozaki-Schrein durchgeführter Brauch. Hierbei kämpfen mit einem Lendentuch umwickelte Männer um eine hölzerne Kugel. Der Überlieferung zufolge schützt das Berühren dieser Kugel gegen Krankheiten und andere Übel. Das wichtigste Fest dieses Schreins ist ein Hōjōya genanntes Erntedankfest im Herbst (12.–18. September).
Das Jahresfest des Sumiyoshi-Schreins wird unter anderem mit Sumō-Ringkämpfen gefeiert.

## Bildung
Fukuoka ist auf Kyūshū eine der wichtigsten Städte für weiterführende Schulen und Universitäten.
Zu einer der ältesten und renommiertesten Universitäten Japans zählt die Universität Kyūshū, die 1911 aus einer 1903 als Ableger der Kaiserlichen Universität Kyōto gegründeten medizinischen Hochschule hervorging und als eine der sieben kaiserlichen Universitäten eine wichtige Rolle in der Modernisierung des Landes spielte. 1916 gründeten amerikanische Baptisten eine Mittelschule, die sich im Laufe der Jahrzehnte zur Seinan-Gakuin-Universität entwickelte.
Die 1934 gegründete Universität Fukuoka ist die größte private Universität Westjapans.

## Sport
- Baseball:
  - Seit 1989 beheimatet Fukuoka die Fukuoka SoftBank Hawks (bis 2004: Fukuoka Daiei Hawks) aus der Pacific League. 1993 wurde der neu errichtete Fukuoka Dome ihr Heimstadion.
  - Von 1950 bis 1978 waren die Nishitetsu Lions – anfangs als Clippers – im Heiwadai-Baseballstadion im Chūō-ku von Fukuoka zu Hause.
- Fußball: Fukuoka ist die Heimat des Fußballvereins Avispa Fukuoka.
- Rugby Union: Das Level-5 Stadium war einer der Austragungsorte der Rugby-Union-Weltmeisterschaft 2019.
- Schwimmsport: Fukuoka war Austragungsort der Schwimmweltmeisterschaften 2001 und 2023.
- Sumō: Das zwei Wochen dauernde Kyūshū-Basho beginnt hier jeden zweiten Sonntag im November.

## Partnerstädte
- Oakland, USA
- Guangzhou/Kanton, Volksrepublik China (1979)
- Bordeaux, Frankreich (1982)
- Auckland, Neuseeland
- Ipoh, Malaysia
- Busan, Südkorea
- Atlanta, USA
- Shashi, Volksrepublik China